# Diplogrammus goramensis
Diplogrammus goramensis là một loài cá biển thuộc chi Diplogrammus trong họ Cá đàn lia. Loài này được mô tả lần đầu tiên vào năm 1858.

## Phân bố và môi trường sống
D. goramensis có phạm vi phân bố ở Tây và Nam Thái Bình Dương. Loài cá này được tìm thấy ở ngoài khơi Việt Nam; phạm vi phía bắc trải dài đến vùng biển phía đông nam Trung Quốc và quần đảo Ryukyu; phía nam đến rạn san hô Great Barrier và đảo Norfolk; cũng được ghi nhận ở ngoài khơi đảo Rarotonga (quần đảo Cook). Chúng sống ở độ sâu khoảng 5 – 40 m.

## Mô tả
Chiều dài cơ thể tối đa được ghi nhận ở D. goramensis là 10 cm.
Số gai ở vây lưng: 4; Số tia vây mềm ở vây lưng: 8; Số gai ở vây hậu môn: 0; Số tia vây mềm ở vây hậu môn: 7; Số gai ở vây bụng: 1; Số tia vây mềm ở vây bụng: 5.
D. goramensis ăn các loài động vật không xương sống nhỏ. Chúng thường bơi thành những nhóm nhỏ, hoặc cũng có thể sống đơn độc.